# 1H-benzotriazolo
L'1H-benzotriazolo (nome completo 1H-1,2,3-benzotriazolo, più comunemente benzotriazolo) è un composto eterociclico aromatico di formula C6H5N3. A temperatura ambiente si presenta come una polvere cristallina incolore e inodore, ma a volte con leggera sfumatura giallognola, non molto solubile in acqua; si scioglie bene in alcool, benzene, toluene, cloroformio e DMF.
Ha importanti applicazioni come inibitore di corrosione e in fluidi antigelo. È un composto nocivo, irritante, pericoloso per l'ambiente.

## Struttura
La molecola, la cui struttura risulta dalla fusione formale di un anello benzenico con un anello 1,2,3-triazolico, è soggetta a un equilibrio di tautomeria prototropica con l'isomero 2H-1,2,3-benzotriazolo, perché il protone in N-H può migrare su ogni atomo di azoto (le posizioni in 1 o 3 sono però identiche). Da indagini spettroscopiche UV, IR e 1H-NMR risulta che la specie predominante è l'1H-1,2,3-benzotriazolo. È una molecola spiccatamente polare (μ = 4,10 D). La presenza di 2 atomi di 'azoto piridinico' disattivanti contrasta e supera efficacemente l'effetto elettron donatore dell'atomo di 'azoto pirrolico' nell'anello pentaatomico. Un riflesso di questo è nell'acidità del composto che risulta notevolmente maggiore (pKa = 8,2) di quella del pirazolo che, oltre all'azoto pirrolico, ha un solo azoto piridinico (pKa = 14,21). Anche la basicità dell'1H-1,2,3-benzotriazolo (pKb ≥ 14) risulta notevolmente ridotta rispetto a quella del pirazolo (pKb = 11,48).

## Sintesi e reattività
Una classica sintesi parte dalla nitrosazione della o-fenilendiammina con nitrito di sodio e acido acetico; lo ione nitrosonio che così si produce effettua una diazotazione su uno dei due gruppi amminici; l'altro azoto amminico, che ovviamente è nucleofilo, attacca l'azoto esterno del sale di diazonio chiudendo così l'anello a cinque termini. La reazione si completa con la rimozione di un protone in eccesso ad opera di uno ione acetato già presente nell'ambiente di reazione. Le rese migliori si hanno abbassando la temperatura intorno a 5 - 10 °C e con l'uso di un bagno a ultrasuoni per il recipiente di reazione.
Dal benzotriazolo si può ottenere l'intermedio instabile benzino, importante anche come dienofilo in reazioni di Diels-Alder e, tramite esso, la sintesi del bifenilene (C6H4)2. Attraverso l'N-amminazione dell'azoto N-1 del benzotriazolo con l'acido idrossilammino-O-solfonico H2N-O-SO3H, si ottiene l'1-amminobenzotriazolo; questo, ossidato con tetraacetato di piombo, elimina due molecole di azoto (e 2 H+ con 2 ioni acetato) formando così il benzino, il quale dimerizza velocemente a dare il bifenilene con buone rese.
L'anione del benzotriazolo si è dimostrato un buon gruppo uscente in reazioni di β-eliminazione.

## Usi
È frequentemente usato nella composizione dei rivelatori in fotografia chimica come agente antivelo e raramente nelle emulsioni stesse, in concentrazioni che si aggirano intorno a 0,1 g/l. Spesso agisce assieme ai bromuri, usati in quantità assai maggiori.
Ha trovato applicazione come agente inibitore di corrosione per superfici metalliche, all'aria e anche sott'acqua.